# Gobiiformes
O Gobiiformes são uma ordem de peixes que inclui os gobies e seus parentes. A ordem, que antes era considerada uma subordem de Perciformes, é composta por cerca de 2.211 espécies que se dividem em sete famílias. As relações filogenéticas dos Gobiiformes foram elucidadas usando dados moleculares. Gobiiformes são principalmente espécies pequenas que vivem em água marinha, mas cerca de 10% dessas espécies habitam água doce. Esta ordem é composta principalmente por espécies bentônicas ou escavadoras; como muitos outros peixes bentônicos, a maioria dos gobiformes não tem bexiga de gás ou qualquer outro meio de controlar sua flutuabilidade na água, então eles devem passar a maior parte do tempo no fundo ou perto dele. Gobiiformes significa " Semelhantes a Goby".

## Famílias

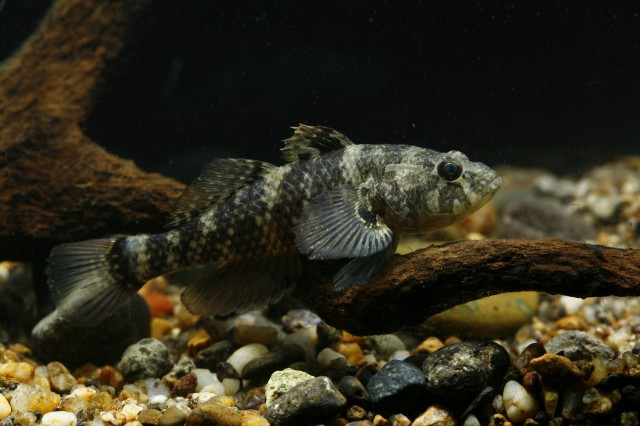
Butis koilomatodon (Bleeker, 1849)

A 5ª Edição dos Peixes do Mundo reclassificou a antiga superfamília Goboidei como ordem Gobiiformes e também reorganizou as famílias dentro da ordem em relação à edição anterior. A maior mudança é que os Oxudercidae e os Gobiidae são divididos em duas famílias, com os Oxudercidae contendo as espécies anteriormente classificadas como subfamílias Gobiidae Amblyopinae, Gobionellinae, Oxudercinae e Sicydiinae enquanto fundem as famílias Kraemeriidae, Microdesmidae, Ptereleotridae e Schindleriidae na família Gobiidae, embora nenhuma subfamília dentro do Gobiidae tenha sido proposta.
Sob este sistema de classificação, os Gobiiformes são divididos nas seguintes famílias :

### Rhyacichthyidae
Os loach-gobies são uma família pequena, com apenas três espécies divididas entre dois gêneros, que habitam águas marinhas e doces na Oceania e no Pacífico ocidental. Estes são pensados para estar entre as espécies mais primitivas dos Gobiiformes.

### Odontobutidae
O Odontobutidae, ou dormentes de água doce, contém 22 espécies entre 6 gêneros do leste da Ásia. Esta família é irmã de todos os outros Gobiiformes em um clado com os Rhyacichthyidae.

### Milyeringidae
O Milyeringidae contém dois gêneros de peixes de caverna, um na Austrália Ocidental e outro no outro lado do Oceano Índico em Madagascar; ambos os gêneros contêm três espécies reconhecidas. Esta família forma um segundo clado dos Gobiiformes.

### Eleotridae
Os gobies dormentes são uma família de vinte e seis gêneros e 126 espécies encontradas em habitats de água doce e manguezais em todas as partes tropicais e temperadas do mundo, tão ao norte como o leste dos Estados Unidos e tão ao sul como Stewart Island, Nova Zelândia, exceto para o Atlântico oriental. Fósseis de gobies Eleotrid são conhecidos desde o Oligoceno tardio. As famílias Milyeringidae e Butidae foram anteriormente classificadas como subfamílias de Eleotridae, mas não são encontradas próximas à Eleotridae senus stricto neste sistema.

### Butidae
Os Butidae são uma das duas famílias que recebem o nome comum de "góbios dorminhocos", e de fato foram anteriormente classificados como subfamília da família tradicional de góbios dorminhocos Eleotridae, embora algumas filogenias os tenham colocado mais perto dos Oxucerdidae e dos Gobiidae do que dos Eleotridae. Eles são encontrados no Indo-Pacífico e na África Ocidental, e contém 10 gêneros com 46 espécies divididas entre eles.

### Thalasseleotrididae
A família Thalasseleotrididae é considerada um grupo irmão da família Gobiidae e é separada como família pelos autores desta classificação com base em estudos moleculares recentes. Compreende dois gêneros de gobies marinhos das águas temperadas da Austrália e da Nova Zelândia, com um total de três espécies entre eles.

### Oxucerdidae
Oxudercidae é uma família de gobies que compreende espécies previamente divididas em quatro subfamílias da família Gobiidae. A família às vezes é chamada de Gobionellidae, mas Oxucerdidae tem prioridade. As espécies desta família têm uma distribuição cosmopolita em áreas temperadas e tropicais e são encontradas em ambientes marinhos e de água doce, tipicamente em áreas costeiras, eurialinas com substratos lodosos e arenosos. A família contém 86 gêneros e cerca de 600 espécies. Muitas espécies desta família podem ser encontradas em água doce e várias espécies são encontradas em praias molhadas; alguns são capazes de sobreviver por longos períodos fora da água, os mais famosos são os saltadores de lama.

### Gobiidae
Os Gobiidae reconhecidos nesta classificação agora incluem os antigos membros de várias famílias que outras classificações consideraram famílias válidas. Conforme classificado neste trabalho, a família continua sendo uma das mais especiosas de peixes marinhos, além de ser um dos grupos de peixes mais numerosos em habitats de água doce em ilhas oceânicas. Muitas espécies têm barbatanas pélvicas fundidas que podem ser usadas como dispositivo de sucção; algumas espécies insulares, como o góbio de cauda vermelha (Lentipes concolor), são capazes de usar essas barbatanas pélvicas para subir paredes rochosas ao lado de cachoeiras, permitindo que habitem águas distantes do oceano. Algumas das espécies que são encontradas em água doce quando adultas desovam no oceano e são catádromas, não muito diferentes das enguias da família Anguillidae. Com os blennies, os Gobiidae constituem uma parte dominante da fauna de pequenos peixes bentônicos em habitats de recifes tropicais. Eles são mais diversos no tropical Indo-Oeste do Pacífico, mas a família está bem representada em águas temperadas nos hemisférios norte e sul. Eles são principalmente peixes de vida livre encontrados sozinhos ou em pequenos cardumes, mas alguns formam associações com invertebrados, especialmente em recifes de coral. Cerca de 120 espécies são conhecidas por formar tais relações simbióticas; membros dos gêneros Amblyeleotris e Cryptocentrus, por exemplo, coabitam em tocas com camarões alpheid e são conhecidos por Goby-camarão, enquanto outras espécies vivem como peixes limpadores, por exemplo, Elacatinus. Eles podem ser hermafroditas sequenciais e numerosas espécies são conhecidas por exibirem cuidados parentais.

## Status da espécie
O goby da maré ( Eucyclogobius newberryi ) foi listado como uma espécie em extinção em 1994; é a única espécie de goby no gênero Eucyclogobius. E. newberryi é nativa da região costeira da Califórnia, em pântanos e lagoas com água salobra, predominantemente em águas onde a salinidade é inferior a 12 partes por mil (ppt), mas tem sido documentada em águas com salinidade de 42 ppt. E. newberryi prefere água com temperaturas amenas (8 a 25 °C) e águas com profundidade de 25 a 200 cm. Esses gobies costumam usar manchas espessas de vegetação aquática para se esconder se ameaçados ou perturbados. A vida útil média de E. newberryi é de apenas um ano. A desova e a reprodução estão no auge durante a primavera e no final do verão. No entanto, na região sul de sua faixa, onde as águas permanecem mais quentes, E. newberryi se reproduz durante todo o ano. As fêmeas colocam entre 300 e 500 ovos em uma toca escavada verticalmente pelo macho, que é de 10 a 20 cm de profundidade. Os locais de desova são geralmente localizados ao ar livre, longe de qualquer vegetação. O macho então guarda os ovos até a eclosão, que é de 9 a 11 dias.
A perda e modificação do habitat são as principais ameaças à E. newberryi. As áreas salobras onde a água salgada e a água doce se encontram são onde eles vivem normalmente, como ao longo da costa da Califórnia; esta área foi alterada pelo desenvolvimento. Barreiras como diques e diques foram construídas para proteger os moradores de possíveis inundações, mas a criação dessas barreiras reduziu o habitat de E. newberryi. Outras razões para o declínio populacional são atribuídas a peixes exóticos e anfíbios que foram introduzidos na região. Muitos desses peixes se alimentam de E. newberryi e outros competem com eles por comida e habitat. A alteração do fluxo dos córregos com desvios afetou a salinidade da água e mudou o habitat nas bocas dos riachos onde E. newberryi viveu historicamente. Projetos de restauração foram iniciados para trazer as populações de volta a um número mais estável, disponibilizando mais habitats, além de fornecer áreas de proteção. Alguns diques foram removidos e programas de redução de espécies exóticas estão sendo iniciados.